# 白药谷物草
白药谷物草（学名：Eriocaulon cinereum）为谷精草科谷精草属下的一个种。

## 扩展阅读
- 白药谷物草 （页面存档备份，存于）